# Alain Clark
Alain Clark (ur. 4 czerwca 1979 w Haarlem) – holenderski muzyk i producent muzyczny.

## Dyskografia

### Albumy studyjne
- 2012: Generation Love Revival
- 2010: Colorblind
- 2007: Live It Out
- 2004: Alain Clark

### Albumy koncertowe
- 2011: Live

### Single
- 2013: Lose Ourselves, Koningslied, Back in My World
- 2012: Nympho, Let Some Air in
- 2011: Wherever I Go (+ Jacqueline Govaert), Foxy Lady
- 2010: Dancing in the Street (+ Ben Saunders), Too Soon To End (+ Diane Birch), Good Days, For Freedom, Love Is Everywhere
- 2009: Hold on
- 2008: Fell in Love, Blow Me Away, Father & Friend (+ Dane Clark)
- 2007: This Ain't Gonna Work
- 2005: Als je iets kan doen
- 2004: Ringtone, This Is It, Vrij, Heerlijk